# وونروبوگو
وونروبوگو شهری در شهرستان کومبیسیری در استان بازگا در بورکینافاسوی مرکزی است و جمعیت آن ۶۱۰ نفر است.